# Luis Alberto de Cuenca y Prado
Luis Alberto de Cuenca Prado (Madrid, 29 de desembre de 1950) és un filòleg, poeta, traductor, assagista, columnista, crític, editor literari i investigador espanyol. És també acadèmic de nombre de la Reial Acadèmia de la Història i acadèmic corresponent a Madrid de l'Academia de Buenas Letras de Granada.

## Biografia
Després de formar-se en el Col·legi del Pilar de Madrid, va deixar en segon curs els estudis de Dret en la Universitat Complutense de Madrid per iniciar en la Universitat Autònoma de Madrid els de Filologia Clàssica, llicenciant-se el 1973 i doctorant-se el 1976, sengles graus amb premi extraordinari. Ha assenyalat com els seus mestres a dos professors de la Universitat Autònoma de Madrid: el llatinista Antonio Fontán i l'hel·lenista Manuel Fernández-Galiano que va dirigir la seva tesina i la seva tesi que va tractar sobre el poeta hel·lenístic Euforió de Calcis.

### Trajectòria com a estudiós de la literatura en el CSIC
La seva producció científica s'ha concentrat, sobretot, en la traducció i edició crítica d'obres de la literatura occidental la cronologia de la qual varia del II mil·lenni aC fins al s.XX. Més aviat allunyat dels corrents metodològics més recents, la seva activitat filològica s'ha bolcat en la divulgació i la seva perspectiva cap a les obres que estudia, sent erudita, és més artística que acadèmica, més transversal que especialitzada.
Com a traductor, ha traduït textos en grec clàssic, llatí clàssic, llatí medieval, francès medieval, provençal, català, francès, anglès, alemany, i entre d'altres, a autors del món clàssic grecollatí, com Homer, Eurípides, Cal·límac de Cirene, i de l'edat mitjana europea, com Geoffrey de Monmouth, Guillem IX d'Aquitània, Chrétien de Troyes, Marie de France, Charles Nodier i Gérard de Nerval. El 1987 va obtenir el Premi Nacional de Traducció per la seva versió del Cantar de Valtario, text llatí d'autor anònim del segle x. Aquesta faceta del seu treball filològic es barreja amb la seva obra artística mentre que les seves traduccions aspiren a integrar el "literal" i el "literari".
En l'àmbit de l'ecdòtica, ha editat críticament, entre d'altres, a Euforió de Calcis, Eurípides, Calderón de la Barca, Joan Boscà, Gabriel Bocángel, Agustín Pérez Zaragoza, Rubén Darío i Enrique Jardiel Poncela.
Com a editor literari ha dirigit les col·leccions "Ámbitos literarios (poesía, narrativa, ensayo)" a l'Editorial Anthropos, "Selección de Lecturas Medievales" a Ediciones Siruela, i "La Cabeza de Medusa" a Mondadori. En gener de 2009 és nomenat director literari de la "Fundación Biblioteca de Literatura Universal".
Funcionari de carrera, amb la categoria de "professor de recerca", del Consell Superior d'Investigacions Científiques, amb lloc adscrit al Centre de Ciències Humanes i Socials del CSIC, en el qual ha estat cap del departament de Filologia Grecollatina i director de l'Institut de Filologia (1992-1993), així com director del Departament de Publicacions del CSIC (1995-1996) i director de la revista Arbor. Revista de Ciencia Pensamiento y Cultura (2012-) editada por el CSIC.

### Carrera política en la gestió cultural
En l'Administració General de l'Estat ha ocupat els càrrecs polítics de lliure designació de Director de la Biblioteca Nacional d'Espanya (1996-2000) i Secretari d'Estat de Cultura (2000-2004).
A l'octubre de 1997, sent director de la Biblioteca Nacional d'Espanya, al costat del llavors director del Instituto Cervantes, Santiago de Mora-Figueroa, van promoure la creació de la "Fundación Biblioteca de Literatura Universal" (BLU), amb els objectius fundacionals de l'edició, complementària de les edicions comercials, d'una col·lecció d'obres d'autors clàssics d'altres llengües al costat de la revitalització d'autors en llengua espanyola, i la realització d'altres activitats encaminades a destacar el valor de l'idioma espanyol com a llengua universal de cultura. De la seva actuació com a Secretari d'Estat de Cultura cal destacar l'estimació del gremi de ninotaires per a la Medalla al Mèrit en les Belles arts.

## Estil
En la seva poesia es fonen l'estudiós i el creador, sense que cap de les dues facetes corrompi l'altra. A través dels seus poemaris, Luis Alberto de Cuenca ens ha anat lliurant el que s'ha anomenat en la poesia espanyola contemporània una «poètica transculturalista»: una lírica irònica i elegant, de vegades escèptica, sovint despreocupada, en la qual el transcendental conviu amb el quotidià i el llibresc s'enfila amb el popular. Usa la mètrica lliure i la tradicional. Com a homenatge a Hergé, el creador de Tintín, Luis Alberto de Cuenca ha definit la segona etapa de la seva poesia com línia clara. Potser el seu poema més conegut, llegit amb certa freqüència en noces i que ha estat objecte d'exàmens de selectivitat és "El desayuno".
A més de la seva obra com a poeta, assagista i filòleg, cal destacar la seva faceta de lletrista musical; seves són algunes de les lletres més conegudes del grup de rock la Orquesta Mondragón. Algun dels seus poemes ha estat també musicat per Gabriel Sopeña i interpretat per Loquillo, en el seu disc Su nombre era el de todas las mujeres, editat a l'octubre de 2011.
Part de la seva obra ha estat traduïda al francès, alemany, italià, anglès i búlgar.

## Obres

### Poesia
- Los retratos (1971), no recollits a les “poesías completas” dels anys 1990 y 1998. Reeditat per Reino de Cordelia (2015)
- Elsinore (1972)
- Scholia (1978)
- Necrofilia (1983)
- Breviora (1984).
- La caja de plata (1985) Premi de la Crítica
- Seis poemas de amor (1986).
- El otro sueño (1987)
- Poesía 1970-1989 (1990),
- Nausícaa (1991).
- 77 Poemas (1992). Antologia.
- Poemas (1992). Antologia.
- Willendorf (1992).
- El hacha y la rosa (1993)
- El desayuno y otros poemas (1993).
- Los gigantes de hielo (1994).
- Animales domésticos (1995).
- Luis Alberto de Cuenca (1995). Antologia.
- Tres poemas (1996).
- Por fuertes y fronteras (1996)
- El bosque y otros poemas (1997).
- En el país de las maravillas (1997). Separata d'El Extramundi y los Papeles de Iria Flavia, XI.
- Los mundos y los días (Poesía 1972-1998) (1998), antologia.
- Alicia (1999).
- Insomnios (2000).
- Mitologías (2001). Antología.
- Sin miedo ni esperanza (2002). Visor
- Vamos a ser felices y otros poemas de humor y deshumor (2003). Antologia.
- El enemigo oculto (2003). Antología.
- El puente de la espada: poemas inéditos (2003).
- De amor y de amargura (2003), antologia, edició de Diego Valverde Villena.
- Diez poemas y cinco prosas (2004).
- Ahora y siempre (2004).
- Su nombre era el de todas las mujeres y otros poemas de amor y desamor (2005), antologia. Renacimiento, Sevilla.
- La vida en llamas (2006), premi Ciudad de Melilla 2005.
- Poesía 1979-1996 (2006), Edició de Juan José Lanz
- a quemarropa (preliminar de Javier Pérez Walias). Colec. Cuadernos del Boreal, 2. IES “Universidad Laboral”, Cáceres, 2006.
- Jardín de la memoria (2007), Universidad de las Américas, Puebla, México, antologia personal.
- Hola, mi amor, yo soy tu lobo (2008), amb il·lustracions de Miguel Ángel Martín. Antología. Rey Lear.
- El reino blanco (2010), Visor
- Embrujado jardín, Antología (1970-2010), selecció i pròleg de Pablo Méndez (2010), Ediciones Vitruvio.
- La mujer y el vampiro (2010), amb il·lustracions de Manuel Alcorlo. Rey Lear.
- El cuervo y otros poemas góticos (2010), amb il·lustracions de Miguel Ángel Martín. Antologia.
- En la cama con la muerte: 25 Poemas Funebres  (2011), Ediciones de la Isla de Siltola.
- Los mundos y los días (2012), Visor. Antologia.
- Cuaderno de vacaciones (2014), Visor.
- Haikus Completos (1972-2021) 2ª edición corregida y ampliada[12] (2022), editorial Los Libros del Mississippi.[13]

### Assaigs
- Floresta española de varia caballería (1975) Recull els texts Libro de la Orden de Caballería, de Ramon Llull; De los Caualleros, d'Alfons X el Savi, rei de Castella i Lleó; i el Libro del Caballero et del escudero, de Juan Manuel, infant de Castella; endemés de la floresta literària del mateix autor.
- Necesidad del mito (1976), Planeta, Barcelona (reeditat en Nausicaa, Murcia, 2008)
- Museo (1978), Antoni Bosch, Barcelona
- El héroe y sus máscaras (1991)
- Etcétera (1993)
- Bazar (1995)
- Álbum de lecturas (1996)
- Señales de humo (1999)
- Baldosas amarillas (2001)
- De Gilgamés a Francisco Nieva (2005)
- Noveno arte, (2010)
- Libros contra el aburrimiento, Reino de Cordelia, Madrid (2011)
- Nombres propios, edición de Diego Valverde Villena, Universidad de Valladolid, Valladolid (2011)
- Historia y poesía, Real Academia de la Historia, Madrid (2011)
- Los caminos de la literatura, Rialp (2015)

### Narrativa
- Héroes de papel (1990).
- Fragmento de novela (1996). Amb Álex de la Iglesia.

### Traduccions
- Cal·límac de Cirene, Epigramas (1974-1976).
- Euforió de Calcis, Fragmentos y epigramas (1976).
- Guillem (IX Duc d'Aquitània) i Jaufré Rudel, Canciones completas (1978). Edició bilingüe preparada junt a Miguel Ángel Elvira.
- Eurípides, Helena. Fenicias. Orestes. Ifigenia en Aulide. Bacantes. Reso. Introduccions, traducció i notes de Carlos García Gual i Luis Alberto de Cuenca.
- Calímaco, Himnos, epigramas y fragmentos (1980). Junt a M. Brioso Sánchez.
- Antología de la poesía latina (1981; 2004).
- Homer, La Odisea (1982; 1987).
- Auguste Villiers de l'Isle-Adam, El convidado de las últimas fiestas (1984; 1988). Selecció i pròleg de Jorge Luis Borges. Traducció de Jorge Luis Borges, Luis Alberto de Cuenca y Matías Sicilia.
- Jacques Cazotte, El diablo enamorado (1985). Selecció i pròleg de Jorge Luis Borges. Traducció de Luis Alberto de Cuenca.
- Cantar de Valtario (1989). Premio Nacional de Traducción.
- Las mil y una noches segons Galland (1988).
- Guillem IX (Duc d'Aquitània), Canciones completas (1988). Nueva traducción.
- Filòstrat el Vell, Imágenes. Filòstrat el Jove. Imágenes. Cal·lístrat, Descripciones (1993). Edició a cura de Luis Alberto de Cuenca i Miguel Ángel Elvira.
- Horace Walpole, Cuentos jeroglíficos (1995).
- Eurípides, Hipólito (1995). Edición bilingüe.
- Apol·loni de Rodes, El viaje de los Argonautas. Cal·límac, Himnos (1996). Traducció junt a Carlos García Gual.
- Virgili, Eneida (1999).
- Chrétien de Troyes, El caballero de la carreta (2000).
- Ramon Llull, Libro de la orden de caballería (2000).
- Geoffrey de Monmouth, Historia de los reyes de Britania (2004).
- Marcel Schwob, La cruzada de los niños (2012).
- J.B. Priestley, El tiempo y los Conways (2012).

## Premis i distincions
- 1986 - Premio Nacional de la Crítica per l'obra poètica La caja de plata.
- 1989 - Premio Nacional de Traducción per El cantar de Valtario.
- Gran Creu d'Isabel la Catòlica, concedida pel Consell de Ministres en maig de 2004.[14]
- 2007 - Premi de Cultura (literatura) de la Comunitat de Madrid per la seva obra poètica, corresponent a l'edició de 2006.
- 2009 - Acadèmic corresponent de l'Academia de Buenas Letras de Granada.
- 2010 - Acadèmic de número de la Reial Acadèmia de la Història, ocupant la medalla n. 28[15] de la que ja n'era acadèmic corresponent. Ingressa el 6 de febrer de 2011, amb un discurs d'ingrés titulat "Historia y Poesía".[16]
- 2013 - Premi ABC Cultural & Ámbito Cultural d'ABC Cultural i El Corte Inglés.
- 2015 - Premi Nacional de poesia de les Lletres Espanyoles per Cuaderno de Vacaciones.

## Col·laboració en premsa, ràdio i televisió
Va ser col·laborador de Nueva Revista, publicació cultural fundada per Antonio Fontán que agrupava a intel·lectuals de la dreta liberal.
És crític literari permanent del diari ABC i ocasional columnista. De coneguda cinefilia, va participar en els col·loquis dels programes televisius dirigits i presentats per José Luis Garci, 3a. etapa de Qué grande es el cine (1997-2005), emès en La 2 de Televisió Espanyola; i Cine en blanco y negro (2009-), emès a Telemadrid i a LaOtra.
Tertuliano fix als programes radiofònics dirigits i presentats per Luis Herrero, En casa de Herrero, Cowboys de medianoche i Fútbol es radio, tots de l'emissora esRadio.
Des de la temporada 2013/2014 té una secció setmanal de literatura en Eso me suena de RNE.